# Xestia flavida
Xestia flavida là một loài bướm đêm trong họ Noctuidae.